# Arnaldo Momigliano
Arnaldo Dante Aronne Momigliano (Caraglio, 5 settembre 1908 – Londra, 1º settembre 1987) è stato uno storico italiano, specializzato nello studio della storia e della storiografia antica.
Fu docente presso le Università di Torino, Pisa, Londra, ed ebbe collaborazioni con atenei stranieri e collaborò all'Enciclopedia Italiana, all'Oxford Classical Dictionary e all'Encyclopædia Britannica. Fu definito da Donald Kagan "il più importante studioso al mondo della storiografia del mondo antico". Ricevette nel 1974 un cavalierato onorifico del Regno Unito.

## Biografia

### Famiglia
Nacque in una famiglia di ebrei piemontesi che – originaria del villaggio savoiardo di Montmélian – aveva alle spalle una storia plurisecolare di spostamenti attraverso le valli della regione, alla ricerca di una sede sicura al riparo da persecuzioni e vessazioni.
(Arnaldo Momigliano)
Tra i fratelli del nonno Donato figurava quel Marco Momigliano che, come rabbino maggiore, aveva riorganizzato nel 1866 la comunità di Bologna e che fu l'autore di Autobiografia di un Rabbino italiano (1897). Il familiare più influente per il futuro storico fu comunque l'altro fratello del nonno: Amadio, modesto uomo d'affari e modesto proprietario di terre. Talmudista, legato alla cultura cabbalistica, appassionato lettore dello Zohar, in rapporti di amicizia con Elia Benamozegh, lo zio Amadio, che negli anni dell'infanzia e dell'adolescenza di Arnaldo visse nella sua stessa casa caragliese, si occupò della prima educazione del fanciullo precoce e studioso, a cui insegnò l'ebraico, ponendolo in grado di conoscere ben presto l'intero Antico Testamento, facendogli apprendere nel contempo a mente i Proverbi di Salomone e le massime del Pirkei Avot (Le Massime dei Padri).
Benché prendesse talora lezioni da professori di Cuneo, l'istruzione scolastica avvenne sostanzialmente entro le pareti domestiche. Momigliano non frequentò mai la scuola, ma verso gli undici anni leggeva il patriarca degli apostati cattolici, Ernest Renan, e cresceva in un clima incline a considerare il rilievo dell'incontro tra la cultura greca con quella ebraica, insieme alla formazione del cristianesimo, per la civiltà occidentale. Parte integrante della cultura familiare era anche l'interesse per il Cristianesimo, rappresentato da Arturo Carlo Jemolo, cugino di Arnaldo da parte di madre, e dall'esempio di Attilio Momigliano, il critico letterario, vicino a posizione crociane, dantista e autore di studi sul cattolico giansenista Alessandro Manzoni.

Felice Momigliano

Si è supposto che rilevante debba essere stata anche la presenza, oltre che l'insegnamento, del «cugino prediletto» Felice Momigliano, che al dodicenne Arnaldo leggeva e commentava il non ortodosso Spinoza..
Fra Amadio e Felice – ha osservato la curatrice di Pagine ebraiche, Silvia Berti, «Momigliano crebbe assimilando una religiosità che era soprattutto fedeltà alla tradizione dei padri e nello stesso tempo precocemente imparava a laicizzarla, e a pensarla storicamente».
Suo padre, Salomone Riccardo Momigliano, commerciante di granaglie e poi presidente della Cassa rurale di Caraglio fu combattente nella prima guerra mondiale, consigliere comunale per i democratici antigiolittiani nella provincia di Giolitti, assessore comunale, prosindaco e sindaco; nel 1918 aveva finito con il confluire con la sua fazione antigiolittiana nel Fascio di Combattimento del Comune di Caraglio e in seguito, dal 1923 al 1925, fu segretario politico del Partito Nazionale Fascista cittadino. La madre, Ilda Levi, crocerossina e medaglia di bronzo nella prima guerra mondiale, fu segretaria femminile anch'essa del Fascio di Caraglio fino al 1938 e al momento della guerra etiopica si era prodigata dopo il varo delle sanzioni economiche all'Italia nella campagna per la raccolta dell'Oro alla Patria.
L'ambiente familiare in cui il giovane Arnaldo era venuto formandosi univa quindi il rispetto rigoroso della tradizione religiosa ebraica a una convinta accettazione della realtà statuale italiana senza soluzione di continuità tra lo stato liberale e il regime fascista: nel 1936 si arruolò volontario nella Milizia Volontaria per la Sicurezza Nazionale. Solo nell'ambiente universitario torinese e poi, soprattutto a Roma, tra gli intellettuali impegnati nel lavoro di redazione dell'Enciclopedia Italiana, il giovane Momigliano conobbe l'opposizione antifascista, le cui ragioni intese progressivamente fino ad assumerle come proprie al manifestarsi della persecuzione razziale antisemita che gli avrebbe resa assurda l'identificazione tra patria e regime fascista.

### Gli anni torinesi
Superato brillantemente, eccezion fatta per la matematica, l'esame di maturità al Liceo Silvio Pellico di Cuneo nel 1925, primo anno di attuazione della riforma Gentile, Momigliano si iscrisse alla Facoltà di Lettere dell'Università di Torino dove poté conoscere e frequentare Carlo Dionisotti, Mario Soldati, Cesare Pavese, Lalla Romano, Aldo Bertini, Aldo Garosci, Ludovico Geymonat, Paolo, Piero e Renato Treves, Giulio Carlo Argan, Norberto Bobbio, Virginia, Carlo e Alessandro Galante Garrone, Leone Ginzburg, Massimo Mila.
Nei primi anni di università, Momigliano attese a studi letterari e filosofici. In una lettera del 9 agosto 1926 indirizzata all'amico Carlo Dionisotti scriveva: «Ho letto i Prolegomeni di Kant nell'edizione mirabilmente commentata da Piero Martinetti. È lettura non troppo difficile e davvero vivificante. Tu ti accorgi che un nuovo infinito mondo di meditazioni ti si apre».
E in una successiva lettera, sempre da Caraglio: «confesso che, per quanto non ignori i tentativi crociano-gentiliani di dare un significato umano anche all'impossibilità di raggiungere l'assoluto, non riesco a vincere quel senso della trascendenza, che in me spesso torna», confessione giovanile in cui traspare già il nodo, caratteristico di tutta l'opera di Momigliano, di una preoccupazione insieme filosofica e religiosa. Solo al terzo anno di università Momigliano si orientò decisamente alla storia antica, dedicandosi allo studio dello storico greco Tucidide, argomento poi della sua tesi di laurea. La scelta nell'ambito degli studi classici della letteratura e della storia greca, se importava maggiore difficoltà tecnica, consentiva al contempo, come osserva Dionisotti, «un prudente distacco dall'abuso che il regime fascista veniva facendo della tradizione romana».
A vent'anni, nel 1928, Arnaldo Momigliano si era iscritto al Gruppo universitario musicale della Gioventù Universitaria Fascista. Come pubblico dipendente, negli anni trenta dovette iscriversi al PNF. In tale condizione rimase fino alla espulsione, applicata in seguito alla legislazione razziale, il 28 novembre 1938.

### Gli anni romani: libera docenza ed Enciclopedia Italiana
Laureatosi nel giugno del 1929, il ventunenne Momigliano seguì nell'autunno dello stesso anno il maestro Gaetano De Sanctis a Roma, dove iniziò la sua collaborazione all'Enciclopedia Italiana e dove, nel dicembre del 1931, ottenne la libera docenza. Dal marzo del 1933, venticinquenne, ricoprì per incarico la cattedra di storia greca, resasi vacante per il rifiuto di prestare giuramento di fedeltà al Fascismo da parte del maestro De Sanctis.
Vincitore nel 1936 del concorso per la cattedra di storia romana all'Università di Torino, Momigliano tornò come professore nell'alma mater che lo aveva laureato sette anni prima. Se la sua carriera universitaria fu rapida, intensissima in ogni caso era stata la sua produttività scientifica che, solo nei primi sette anni dalla laurea, annoverava più di 180 pubblicazioni, tra cui tre monografie, Prime linee di storia Maccabaica (Roma 1930), L'opera dell'imperatore Claudio (Firenze 1932), Filippo il Macedone. Saggio sulla storia greca del IV secolo (Firenze 1934) e un fortunato Sommario di storia delle civiltà antiche per la scuola media, a comprova di un'attività di ricerca e interpretazione che fin dall'inizio si applicava all'intera disciplina: storia orientale, greca e romana.
All'ampiezza del quadro delle ricerche momiglianee, corrispondeva inoltre subito l'attenzione a particolari minimi e malnoti, senza che venisse meno la preoccupazione, poi costante, di riconoscere la sopravvivenza nella civiltà moderna così della tradizione classica come di quella ebraica.
Il meritato successo accademico del Momigliano che tornava alla sua Torino nel 1936 «splendeva – come ha ricordato Carlo Dionisotti - su di uno sfondo buio […] Fra i nostri compagni d'università e di facoltà, nei tardi anni venti, uno solo, Leone Ginzburg, era stato paragonabile a Momigliano per la precoce maturità e autorità intellettuale. […] Davanti a lui era spalancata, non soltanto socchiusa, la porta di una carriera universitaria. Ma nel gennaio 1934 Ginzburg rifiutò il giuramento richiesto anche ai liberi docenti e rinunciò a quella carriera. Il seguito, fino alla morte in carcere nel febbraio del 1944 a Roma, è noto. Quelli che negli anni trenta si proposero una carriera universitaria dovettero scegliere fra la minestra che il regime fascista imponeva come primo piatto e la finestra».
I carteggi pubblicati mostrano un Momigliano estraneo a ogni forma di partecipazione attiva alla vita politica. Il carteggio con la comunità ebraica romana nel periodo 1936-37 conferma altresì una posizione complessa di rifiuto di ogni implicazione diretta di carattere religioso, di rispetto della tradizione familiare, di rifiuto del sionismo, visto come pericolo grave perché giustificazione di possibili persecuzioni, di accettazione piena della vita nazionale come la sola possibile. Sarebbe indubbiamente prova di miopia identificare la posizione del giovane Arnaldo a quella del padre, giustamente orgoglioso e partecipe dei successi accademici del figlio e con ogni probabilità non estraneo alla pubblicazione sul numero del 16 dicembre 1936 de La Nostra Bandiera (il periodico torinese degli ebrei fascisti fondato nel 1934), del trafiletto che dava conto della ‘nomina’ e dell'insediamento sulla cattedra di storia romana del prof. Arnaldo Momigliano, autore di una brillante prolusione sul tema ‘Pax Romana’ e che esprimeva il compiacimento della redazione «per la sua nomina che riconosce e corona meriti veramente eccezionali». Riccardo Momigliano era divenuto un ebreo fascista, collegato con il gruppo piemontese di Ovazza e della Nostra Bandiera di cui era fiduciario per la comunità di Cuneo.
Arnaldo Momigliano fu uno dei tanti pubblici dipendenti iscritti al PNF che vedevano crescere nel loro intimo il rifiuto del regime e di ogni sua manifestazione. La coscienza della propria condizione di ebreo rendeva il giovane Momigliano particolarmente attento a ogni manifestazione esteriore che potesse provocare reazioni, ma un esame dello sviluppo del suo pensiero – in quegli anni costantemente rivolto al remoto passato di Ebrei, Greci e Romani –, non lascia dubbi al riguardo.  È discusso quanto della sua produzione scientifica dal 1929 al 1939 possa rivelare una sua adesione o accettazione del fascismo, sia nella dimensione dell'ideologia che in quella della pratica politica; amici come Dionisotti trovarono sempre illeggibile il suo contributo alla voce Roma, impero (1936) dell'Enciclopedia Italiana, «abnorme voce, veramente vescica degna della capitale di un impero fascista».

### L'esilio britannico
Il suo insegnamento a Torino – inaugurato dalla prolusione del dicembre 1936, intitolata Koiné Eirene, Pax Romana, Pax Christiana (pubblicata dal Dionisotti in appendice al suo Ricordo di Arnaldo Momigliano, Bologna 1989, più volte citato) – durò meno di due anni. Nel 1938 la "dispensa dal servizio", ossia l'esclusione degli Ebrei dalla vita pubblica, era tale da stroncare la vita di un uomo come Momigliano che non soltanto si era votato interamente a una carriera di studioso e di maestro, ma aveva anche creduto di potere essere in tale carriera, meglio che in ogni altra, italiano ed ebreo.
In una recensione del 1933, apprezzata da Gramsci, al libro di Cecil Roth, Gli ebrei in Venezia, Momigliano aveva sostenuto la tesi che «la storia degli Ebrei di Venezia – che cooperano all'organizzazione e alla difesa della Repubblica del '48 – come la storia degli Ebrei di qualsiasi città italiana è essenzialmente […] la storia della formazione della loro coscienza nazionale […] parallela alla formazione della coscienza nazionale nei Piemontesi o nei Napoletani o nei Siciliani. […] Gli uomini politici del Risorgimento dimostrarono anch'essi coi fatti di capire che momento essenziale della costituzione della nazionalità italiana era la parificazione degli Ebrei agli altri cittadini.» Questa tesi, pur opinata, è stata addotta ad asserita dimostrazione che a quella data Momigliano escludeva il sospetto di un residuo isolamento della minoranza ebraica nella società italiana. A trent'anni, nel 1938, appena raggiunta la meta con enorme sforzo, Momigliano si trovò a dover ricominciar da capo, fuori d'Italia. Questo evento si ripercuote nella sua bibliografia, in cui dal 1928 innanzi manca un solo anno, il 1939, l'anno dell'esilio.
Momigliano trovò rifugio in Inghilterra, e in una città universitaria, Oxford, dove erano esuli con lui alcuni tra i maggiori studiosi tedeschi dell'antichità classica da Fraenkel, a Jacoby, a Maas, a Pfeiffer e dove, anche durante gli anni del secondo conflitto mondiale, non gli mancarono gli strumenti e gli stimoli necessari al suo lavoro.

### Oxford e l'Ashmolean Museum, le lezioni di Cambridge
Momigliano partì da Torino per Parigi il 29 marzo 1939. Alla Gare de Lyon c'era ad attenderlo Aldo Garosci, compagno di studi universitari, storico e fuoriuscito. Ma Parigi fu soltanto il luogo di due stazioni: il viaggio riprese immediatamente in direzione di Londra.
L'incertezza della sua situazione si era in qualche modo risolta solo pochi giorni prima: la Society for the Protection of Science and Learning su sollecitazione del professor Hugh Last e Robin George Collingwood, presso cui era intervenuto anche Benedetto Croce, gli aveva infatti concesso una borsa dall'ammontare annuo di 250 sterline, perché potesse proseguire ad Oxford le sue ricerche. Momigliano fece presto dell'Ashmolean Museum la biblioteca eletta a luogo dei suoi studi.
Invitato a preparare una serie di lezioni per modernisti a Cambridge, Momigliano vi vide l'occasione per esporre in modo organico i risultati della sua riflessione, collegando gli esiti degli stimoli recenti (in particolare l'analisi del testo di Ronald Syme, The Roman Revolution, allora fresco di stampa) a quanto gli pareva sedimentato dalle sue precedenti ricerche. Scelse come tema The Idea of Peace in the Ancient World. Del corso cantabrigense, Momigliano diede subito conto in una lettera datata Oxford, 17 marzo 1940 e inviata a Carlo Dionisotti e da lui pubblicata: «Le lezioni si sono naturalmente risolte in uno schizzo di Freedom and peace in the classical world. Nel mio molto occuparmi di questi due temi c'era sempre stata una oscura consapevolezza della loro unità, ma solo da poco ho capito chiaramente che il problema della pace, e in particolare della pace interiore, è la forma storica concreta del problema della libertà dalla fine del IV secolo a.C. al Basso Impero, con l'unica eccezione in sede teorico-pratica del movimento intorno a Catone Uticense e successori, la cui originalità […] sta in una sintesi della tradizione repubblicana con il motivo stoico della libertà e pace interiore.»
La redazione delle lezioni cantabrigensi – come ha evidenziato il curatore della loro edizione postuma Riccardo Di Donato – costituisce un passaggio cruciale nella biografia intellettuale dello storico piemontese, che vi prende coscienza dell'unità dell'interesse spirituale che lo ha sorretto negli anni della dittatura nello studio del tema della pace e lo ha condotto a interrogarsi sul suo bisogno personale di libertà. L'ambiente familiare più ristretto non lo aveva aiutato in tale direzione: solo lo sforzo intellettuale e la personale sofferenza nella ricerca del vero lo avevano condotto al momento della comprensione.
Con il 1938 Momigliano dovette affrontare la persecuzione razziale e trovò rifugio a Oxford. Nei campi di sterminio nazisti perdette i genitori ed altri undici membri della sua famiglia. La dedica alla madre di un testo fondamentale come Saggezza straniera è seguita dalla citazione dei versetti strazianti del Salmo 79,2-3: «Hanno abbandonato i cadaveri dei tuoi servi in pasto agli uccelli del cielo; la carne dei tuoi fedeli agli animali selvaggi. Hanno versato il loro sangue come acqua intorno a Gerusalemme e nessuno seppelliva».
Per lo storico piemontese, educato al rispetto della doppia tradizione ebraico-italiana, l'adozione della legislazione antisemita da parte del regime fascista, che portò all'eliminazione fisica di oltre un quarto della popolazione ebraica italiana, si è detto sia stata una ferita non cicatrizzabile: «… non è possibile rendersi conto di quanto è accaduto agli Ebrei di Europa (e in particolare agli Ebrei di Germania e Polonia, estirpati per sempre dai paesi alla cui civiltà avevano contribuito per molti secoli) senza guardare in faccia gli elementi di tensione religiosa e sociale coordinatisi nella lunga tradizione di antisemitismo. […] Ma nel caso italiano […] è anche impossibile eliminare l'aspetto opposto – la personale situazione di Mussolini, che nella sua vita si era trovato in rapporti stretti, tutti finiti piuttosto male, con uomini e donne di origine ebraica. Soprattutto con donne: Angelica Balabanoff, Margherita Sarfatti e, a contrario, Anna Kuliscioff (Ronzenstein) di cui Mussolini ancora all'ultimo, a quanto pare, lamentava di non essersi guadagnata la fiducia […] Ma gli uomini non mancano, da Claudio Treves, il suo più tenace oppositore al tempo dell'ascesa nel Partito Socialista Italiano, con cui ebbe anche un duello, ai fratelli Rosselli. Il sottoscritto ha in famiglia almeno tre membri, Felice, Riccardo ed Eucardio Momigliano con cui Mussolini ebbe rapporti personali non passeggeri, tutti finiti male (con i primi due nel periodo socialista, con il terzo assai più malleabile degli altri due nel primo periodo fascista.  […] Per Mussolini la cosiddetta campagna razziale fu anche un tentativo di liquidazione del proprio passato».
Da Oxford Momigliano comunicava i suoi progetti di lavoro all'amico Dionisotti: «Le mie linee continue di ricerca rimangono due. Una, minore o maggiore secondo gli umori, è quella del metodo storiografico, in cui la contraddizione crociana (per altro fecondissima) di innestare la corrente antihegeliana di Humboldt e socii sull'originale hegeliano mi è chiara da tempo. Scrissi un saggio su Creuzer e l'origine degli studi di storiografia greca, che mi orientò, e altri avrei in mente.  […] Ciò che conta per noi della politica e morale antica è quasi tutto estraneo o imperfettamente aderente alla teoria politica antica che ha posto le basi del pensiero politico cristiano e del governo parlamentare. Quando mi si chiede di che cosa scrivo, io di solito rispondo parodiando il titolo di un noto libro su Platone: what Plato did not say. Un sistematico esame di queste linee non ortodosse – teoria e prassi della libertà di parola, diritti di cittadinanza, pace internazionale, liberazione da schiavitù economica e giuridica ecc. – è già di per sé una critica dello stato etico e chiuso.
Il secondo passo è un esame della situazione per cui il Cristianesimo, pur derivando la sua forza rivoluzionaria dalle linee non ortodosse del pensiero pagano, in sostanza accettò e rafforzò con la sanzione divina qualsiasi tipo di stato pagano che desse mano libera alla Chiesa. 
Il terzo passo è un esame delle difficoltà che su origini romane e cristiane si è creata in noi nei rapporti tra stato e famiglia (o ogni altra società fondata sull'amore e sulla carità): libertà sembra oggi coincidere con amore, una cosa che avrebbe stupito un Greco. 
Il quarto punto è che la teoria antica dello stato è fondata su un certo orientamento scientifico, geografia e medicina, che la vita moderna integra con la fisica e l'economia in misura sempre più grossa. 
… la mia ambizione sarebbe di contribuire con una radicale chiarificazione del mondo antico a una teoria del liberalismo che non solo faccia suoi i punti così facili in teoria e così difficili in pratica della libertà economica e della organizzazione internazionale, ma anche includa una teoria dell'amore (ciò che fu visto bene da Aldo Capitini e da Guido Calogero), della famiglia e della scienza. Circa la scienza, mi domando talvolta, non sempre con la stessa risposta, se tutte le esigenze di felicità che l'eudemonismo cristiano trasferisce nell'aldilà, non dovrebbero, se hanno valore, poter essere conquistate scientificamente e interpretate umanisticamente, immortalità inclusa».
Dopo l'entrata in guerra dell'Italia, nel giugno del 1940 Momigliano venne internato per alcuni mesi, in quanto appartenente alla categoria degli "stranieri nemici" per essere poi rilasciato nel novembre dello stesso anno.
Momigliano s'era molto adoperato, anche dopo l'ottenimento della borsa di studio oxoniense, per ottenere un asilo negli Stati Uniti; era consapevole della precarietà della propria posizione e della provvisorietà del sussidio inglese e sapeva che il mondo accademico britannico non offriva molte possibilità di inserimento stabile. In America era invece convinto che avrebbe avuto maggiori opportunità di trovare una sistemazione duratura o forse pensava di trovare oltreoceano un ambiente in cui potersi inserire con maggior facilità rispetto a quello oxoniense.
Peter Brown ha rievocato con grande efficacia i primi mesi trascorsi ad Oxford: «Momigliano had never been out of Italy. In these first months, he found himself in a cold and distant world. Conversation in English was a torment to him. Italian newspapers were nowhere to be found.  […] Though fostered and genuinely esteemed by a scholar so authoritative, on the English scene, as Hugh Last, Momigliano was younger and less well established than were the refugees from Hitler's Germany».
(Arnaldo Momigliano, Les fondations du savoir historique)

### Gli anni di Londra
Nel dopoguerra, dopo una breve parentesi all'Università di Bristol, nel 1951 lasciò definitivamente Oxford per Londra, dove trascorrerà tutto il resto della sua carriera, insegnando ininterrottamente allo University College fino al 1975. Oltre a ritrovare Dionisotti, da poco stabilitovisi, Momigliano verrà accolto al Warburg Institute, che frequenterà intensamente, e dove farà la conoscenza di Anne-Marie Meyer, con cui stabilirà una «preziosa collaborazione durata fino alla morte».

## Opere

### Saggi
- Prime linee di storia della tradizione maccabaica, Società editrice del Foro italico, Roma, 1930.
- Vitellio, Studi Italiani di filologia classica, IX, 1931.,
- L'opera dell'imperatore Claudio, Firenze, Vallecchi, 1932; a cura di Davide Faoro, Sesto San Giovanni, Jouvence, 2017, ISBN 978-88-780-1566-1.
- Contributo alla storia degli studi classici, 7 volumi, 1955-1984.
- Filippo il Macedone. Saggio sulla storia greca del IV secolo a.C., Felice Le Monnier, Firenze, 1934; ristampa anastatica con una nuova Prefazione dell'Autore, Appendice bibliografica a cura di A. Momigliano e G. Arrigoni, Guerini e associati, Milano, 1987.
- Contributi alla storia degli studi classici e del mondo antico, 10 voll. in 14 tt., Roma, 1955-2012.
- Conflict Between Paganism and Christianity in the Fourth Century (tradotto in it., Torino, 1968)
- Studies in Historiography, London, 1966.
- Essays in Ancient and Modern Historiography, Oxford, 1977.
- Problèmes d'historiographie ancienne et moderne, Parigi, 1983.
- Les fondations du savoir historique, Parigi, 1992.
- The Development of Greek Biography, I ed. 1971; Expanded edition, Cambridge, (Mass.) - London, Harvard University Press, 1993 [ trad. it. Lo sviluppo della biografia greca, Collana Piccola Biblioteca, Torino Einaudi, 1974, esaurito ]
- Saggezza straniera. L'Ellenismo e le altre culture (Alien Wisdom: The Limits of Hellenization, Cambridge, 1975), Collana Piccola Biblioteca, Torino, Einaudi, 1980. - Nuova ed., Prefazione a cura di Francesca Gazzano, Collana PBE.Nuova serie, Einaudi, 2019, ISBN 978-88-062-4289-3.
- New Paths of Classicism in the Nineteenth Century, in «History and Theory. Beiheft», 21 (1982).
- A. D. Momigliano, Studies on Modern Scholarship, a cura di Glen W. Bowersock - Tim J. Cornell, Berkeley - Los Angeles, 1994.
- Quarto contributo alla storia degli studi classici e del mondo antico, Edizioni di Storia e Letteratura, Roma 1969.
- Introduzione bibliografica alla storia greca fino a Socrate, La Nuova Italia, Firenze, 1975.

#### Scritti postumi
- Contributi alla storia degli studi classici e del mondo antico, serie fondamentale di studi, pubblicati dalle Edizioni di Storia e Letteratura a partire dal 1955: sono stati editi i primi 10 volumi in 14 tomi.
- Pace e libertà nel mondo antico, a cura di R. Di Donato, Firenze, La Nuova Italia, 1996
- Le radici classiche della storiografia moderna, Firenze, Sansoni 1992 (a cura di Riccardo Di Donato e Anne-Marie Meyer, The Classical Foundations of Modern Historiography, Sather Classical Lectures (1961-62, vol. 54), Berkeley-Los Angeles-Oxford, University of California Press, 1991 ISBN 0-520-07870-5)
- Saggi di storia della religione romana. Studi e lezioni 1983-1986, a cura di R. Di Donato, Brescia, Morcelliana 1988.

## Biblioteca
La biblioteca di Momigliano fu arricchita dal lascito testamentario di Gaetano De Sanctis; si compone di più di 17 000 volumi, raccolte di periodici e di estratti sull'antichità classica, con una quota rilevante di testi relativi alla storia dell'ebraismo e di altre religioni, all'antropologia ed alla sociologia.
Fu acquisita nel 1989 dalla Scuola Normale Superiore di Pisa, che a tutt'oggi la detiene.

## Onorificenze, aggregazioni accademiche e premi
Momigliano fu socio di varie istituzioni accademiche in diversi paesi: Deutsches Archäologisches Institut (1935), British Academy (Fellow dal 1954), Accademia reale delle arti e delle scienze dei Paesi Bassi, Warburg Institute, American Academy of Arts and Sciences, American Historical Association (membro onorario), Accademia Nazionale dei Lincei (socio corrispondente dal 1947, socio nazionale dal 1961), Accademia dell'Arcadia, Accademia delle scienze di Torino, Istituto nazionale di studi romani, Istituto nazionale di studi etruschi ed italici.
Ottenne numerosi premi e titoli accademici honoris causa da illustri università, tra i quali il M.A.(h.c.) dell'Università di Oxford nel 1945 e la qualifica di Membre associé dell'Académie des inscriptions et belles-lettres nel 1978. Nel 1932 aveva ricevuto il Premio Cantoni dell'Università di Firenze e l'anno stesso della sua morte gli era stato assegnato il Genius grant, il premio del MacArthur Fellows Program, consistente in un significativo finanziamento quinquennale per la ricerca. Ha ricevuto inoltre nel 1960 il Premio Feltrinelli, conferito dall'Accademia dei Lincei per le Scienze Storiche.